# 卡斯卡哈雷斯德武雷瓦
卡斯卡哈雷斯德武雷瓦，是西班牙卡斯蒂利亚-莱昂布尔戈斯省的一个市镇。总面积8平方公里，总人口54人（2001年），人口密度7人/平方公里。